# Musée du rāmen de Shin-Yokohama
 (février 2018).
Si vous disposez d'ouvrages ou d'articles de référence ou si vous connaissez des sites web de qualité traitant du thème abordé ici, merci de compléter l'article en donnant les références utiles à sa vérifiabilité et en les liant à la section « Notes et références ».

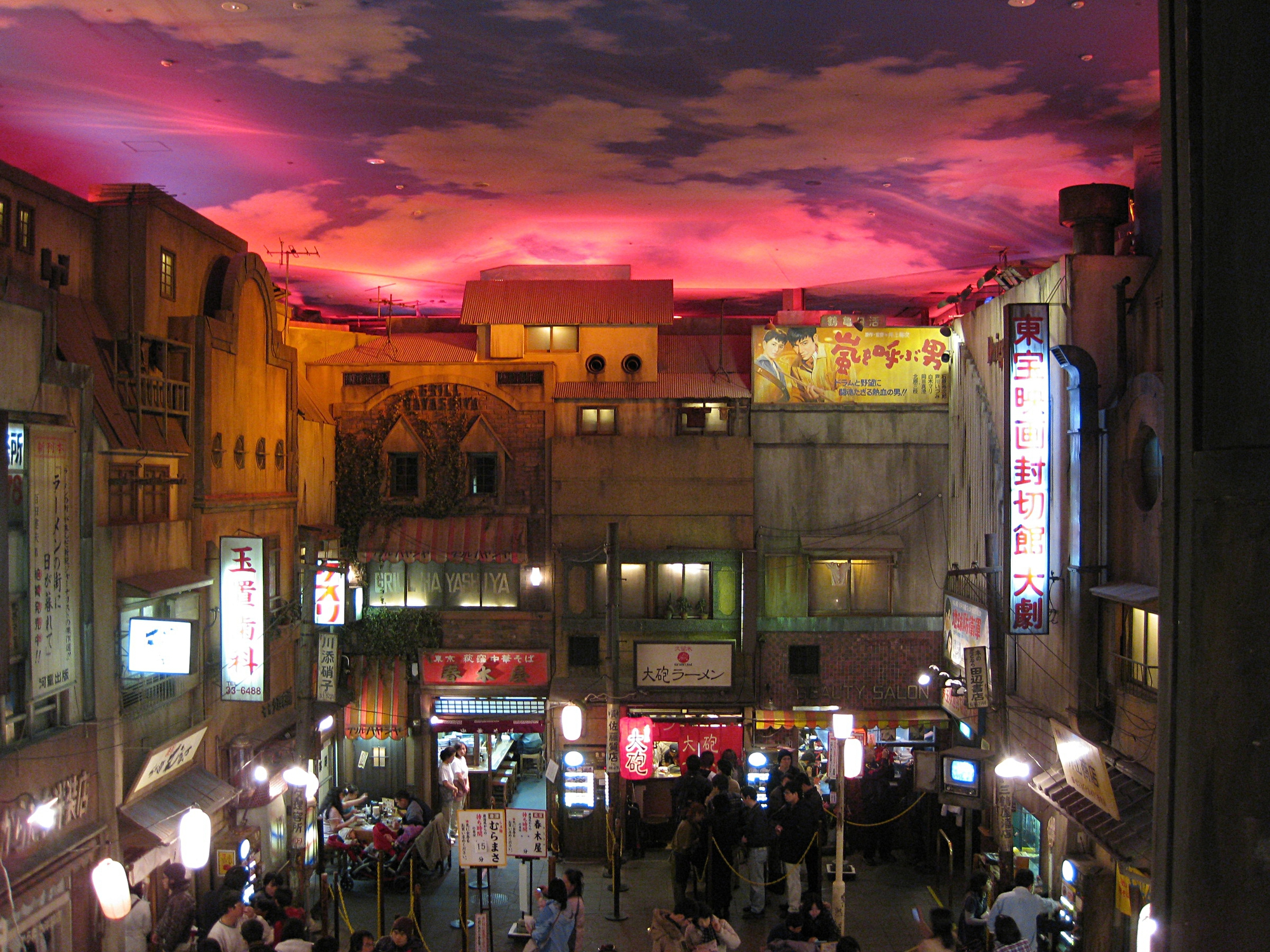
Les restaurants de ramen au rez-de-chaussée du musée.

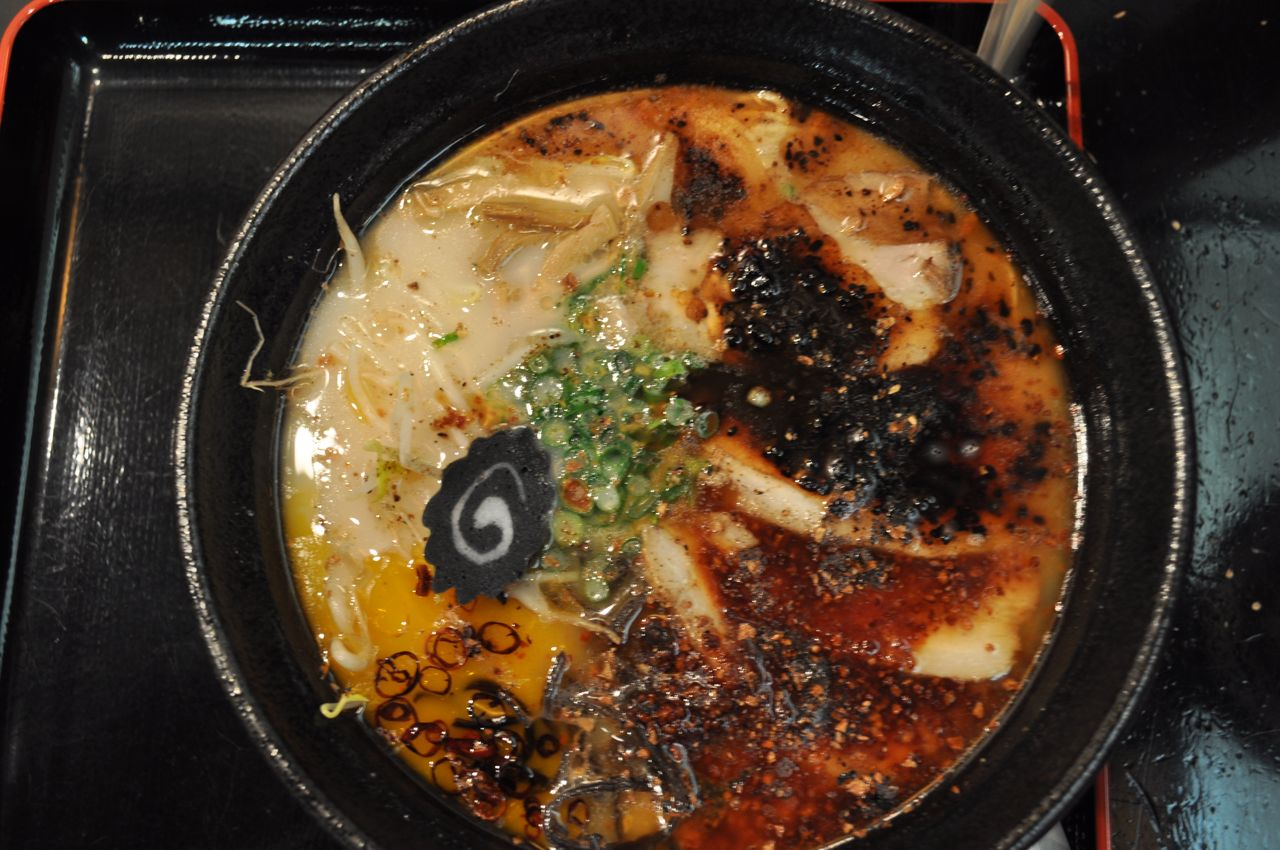
Ramen Tonkotsu avec de l'ail et du piment noir.

Le musée du rāmen de Shin-Yokohama (新横浜ラーメン博物館, Shin-Yokohama rāmen hakubutsukan) est un parc d'attractions alimentaire situé dans le quartier de Shin-Yokohama de Kōhoku-ku, Yokohama, Japon.
Le musée est consacré à la soupe de nouilles rāmen japonais et s'inspire de la ville de Tokyo en 1958, date de création des premières nouilles instantanées.
Dans le musée se trouvent des branches de célèbres restaurants de rāmen de Kyushu à Hokkaido. La liste comprend Ide Shoten, Shinasobaya, Keyaki, Ryushanhai, Hachiya, Fukuchan et Komurasaki.
En 2013, le musée a ajouté un restaurant américain Ikemen Hollywood dans les restaurants du musée, puis a décidé de fermer la succursale en juin 2014.
Avec les restaurants, il y a un bar de style ancien appelé 35 nœuds, où les visiteurs peuvent fumer, à d'autres endroits il est possible d'acheter des collations traditionnelles et de la nourriture.
Au rez-de-chaussée, il y a une boutique de souvenirs vendant des bols de rāmen, des services publics et cuisson instantanée de rāmen personnalisables.
Le musée a ouvert le 3 mars 1994.